# Trinidad González Balcarce
Trinidad González Balcarce, hija del coronel patriota argentino Juan Ramón Balcarce, fue la esposa del marino estadounidense John Halstead Coe.

## Biografía

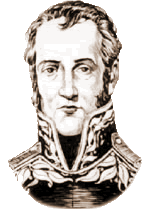
Juan Ramón Balcarce.

Trinidad Juan del Corazón de Jesús González Balcarce nació en la ciudad de Buenos Aires el 6 de marzo de 1810, siendo bautizada el siguiente día en la iglesia de Nuestra Señora de Monserrat por el cura Juan Nepomuceno Sola, hija del coronel de la independencia Juan Ramón Balcarce y de María de la Trinidad García.
El 7 de julio de 1828 casó con el marino John Halstead Coe, siendo testigos de la boda el cónsul estadounidense John M. Forbes y Ángela Baudrix.
Tras la traición a la Confederación Argentina de su marido, quien sobornado por el Estado de Buenos Aires entregó la flota a su mando, y su posterior huida a Estados Unidos, Trinidad González Balcarce vivió con su marido y sus numerosos hijos en esa nación, para luego radicarse en Francia.
Tras perder en ese país a dos de sus hijos y a los restos de su fortuna regresó a Buenos Aires donde conservaba una pequeña propiedad, cuya renta le permitió sobrevivir.
En julio de 1884 obtuvo del Congreso de la Nación Argentina una pensión graciable de $100, en reconocimiento a los servicios prestados a la Nación por su padre.
Falleció en la ciudad de Buenos Aires el 31 de marzo de 1886.